# Пальма Мерцалова

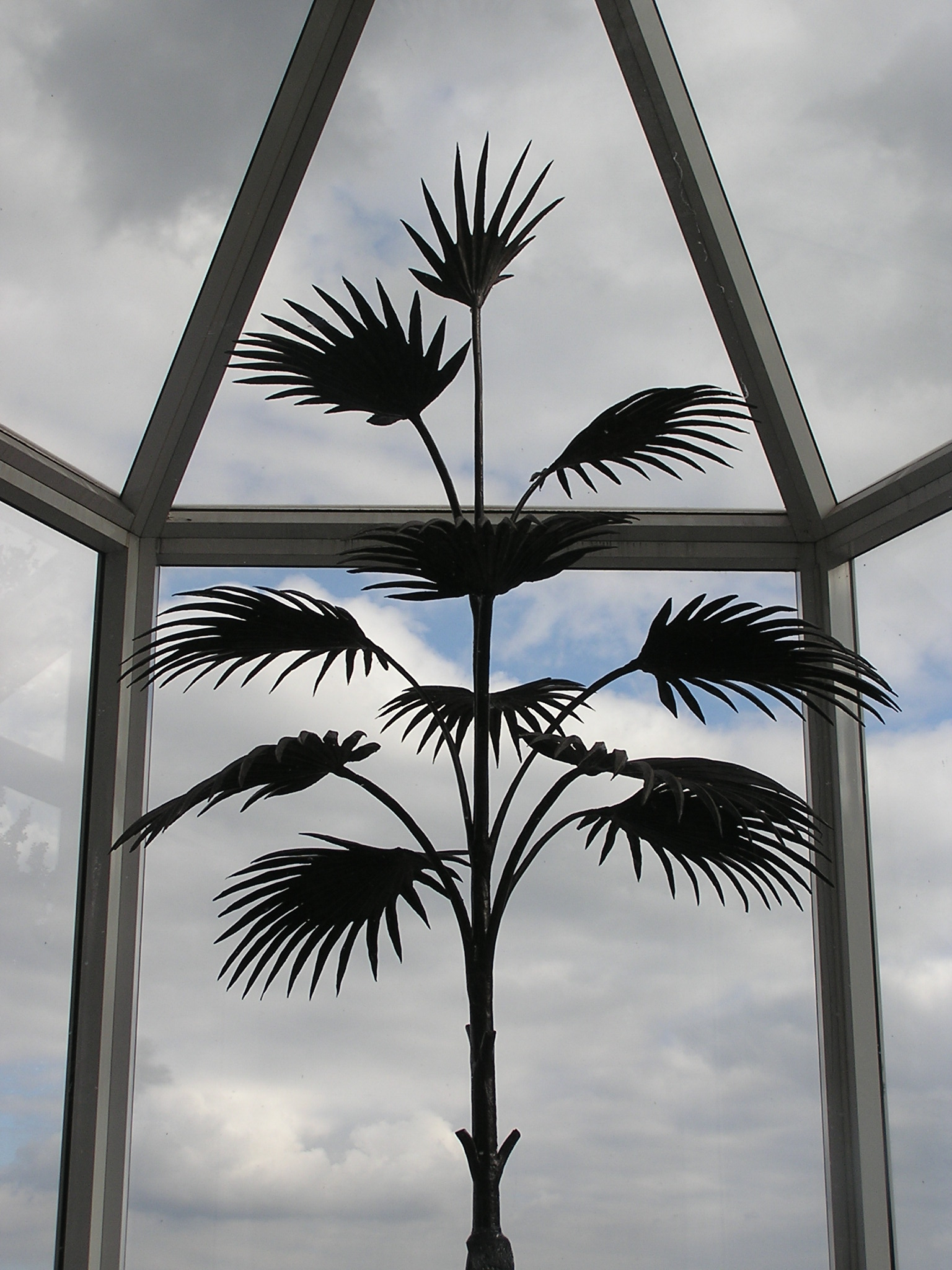
Копія пальми Мерцалова в Донецьку

Па́льма Мерца́лова — скульптурне зображення пальми, яке у 1895 році викували зі сталевої рейки коваль Юзівського заводу Олексій Мерцалов і його помічник-молотобоєць Пилип Шпарін. Відзначена Гран-прі Міжнародної промислової виставки 1900 року у Парижі.

## Історія
Спочатку твір Мерцалова експонувався на Всеросійській виставці 1896 року у Нижньому Новгороді. Там пальма здобула високу оцінку фахівців і митців, сподобалася відвідувачам. Журнал «Горнозаводской листок» (Харків) писав:
|  | Пальму створено з однієї рейки. Її стовбур тримає на собі десять листків і згори закінчується вінчиком. Висота справді художнього витвору — 3 м 53 см. Молот і зубило — єдині інструменти, якими користувалися ковалі. |

Ще одна з газет того часу писала:
|  | Пальма вражає глядачів висотою, дивовижною тендітністю. Її темне, розсічене листя, яке віялом розходиться від стовбура, таке легке, а тонкий, шорсткуватий стовбур такий гнучкий, що спочатку було важко повірити, що це не жива рослина, вивезена з кавказького узбережжя, а тонкий витвір мистецтва. Усім хотілось доторкнутись до неї руками. |

## Сучасні копії
Оригінал пальми зберігається в Музеї гірничого інституту в Санкт-Петербурзі. 12 вересня 1999 року її точну копію встановлено у Донецьку на майдані біля виставкового центру «Експодонбас».
Образ «Пальми Мерцалова» за ініціативи Донецького обласного фонду «Золотий Скіф» визнано символом відродження України — незалежної та могутньої промислової держави. Існує проєкт встановлення копій «Пальми Мерцалова» у столицях провідних держав світу. Наразі робота триває у 70 країнах світу.
У вересні 2001 року, в рамках «Днів Донбасу» у Москві, на Манежній площі встановлено копію «Пальми Мерцалова». 2001 року її копію встановлено в Києві (у ТЦ «Глобус»). Існує копія й у Львові (з лівого боку від входу Головного залізничного вокзалу та у Харкові.
Під час захоплення Донецької ОДА копію пальми Мерцалова було вкрадено невідомими особами.

## Пальма Мерцалова в геральдиці
17 серпня 1999 за результатами конкурсу, сесія Донецької обласної ради затвердила герб Донецької області, центральним елементом якого є пальма Мерцалова.

## Галерея
|                                                     |  |                                             |  |                                        |  |                           |  |
| Пальма Мерцалова на Нижньогородській виставці, 1896 |  | Пальма Мерцалова на гербі Донецької області |  | Пальма Мерцалова в ТЦ «Глобус» у Києві |  | Пальма Мерцалова у Львові |  |